# Szunyoghy miatyánkja
A Szunyoghy miatyánkja Gárdonyi Géza 1913-ban írt, de csak 1916-ban megjelent tézisregénye. Utolsó írói korszakának jelentős, bizonyos szempontból egyik legjelentősebb darabja volt. Nem csupán filozófiai szemléletét tekintve tartozik a legkövetkezetesebb Gárdonyi-regények közé, de a főszereplő Szunyoghy Dániel jellemének lélektani és sorsának társadalmi ábrázolása terén a hitelesség és a kidolgozottság írásaiban korábban nem tapasztalt szintjére jutott el ebben a műben.

## Keletkezése és utóélete
A regény megírásának gondolatára egy napilapi gyászhír sarkallta Gárdonyit. A közlemény szerint a pozsonyi temetőben halva találtak egy fiatalembert, aki pisztolylövéssel vetett véget életének. Egy könyv is hevert mellette – Gárdonyi 1907-ben megjelent, Átkozott józanság című műve –, amelybe ceruzával a következő szavakat írta tulajdonosa: „Ez a könyv csaknem visszatartott az öngyilkosságtól.” Az írót megdöbbentette a helyzet, s eldöntötte, ír hát egy olyan könyvet, amely csakugyan visszariasztja az embereket a halálba meneküléstől. Mindössze azt kell tudatosítania olvasóiban, hogy az elkeseredetteket önnön gondolataik, félelmeik és a lehetséges jövő rosszabbik arcát felidéző rémképeik hajszolják a halálba. Ahogy naplójában megfogalmazta: 
Beállítok egy embert az élet legnehezebb forgói közé s felvértezem a fantázia ellen való küzdelemre a fantáziának a filozófiai megismerésével. Megbecsüli a fantáziát, míg kellemes, de rátipor, mihelyt kínzó: az értelme mindig erősebb.
Gárdonyi 1913. július 8-án olvasta a hírt, s még aznap papírra vetette az első sorokat. A mű első címváltozata Hét viadal volt. Két hónap alatt írta meg a regényt, és december 3-ára elkészült a Szunyoghy miatyánkja letisztázott kéziratával. A könyv végül csak 1916-ban jelent meg a Singer és Wolfner kiadásában. Egy későbbi naplóbejegyzése tanúsága szerint művével elérte célját: „Hogy valóban megerősítettem a könyvemmel sok embert az ingadozásban, a nekem írt levelek bizonyítják.” A regény 2009-ig kilenc kiadást ért meg, 1961-ben pedig Hans Thurn tolmácsolásában németül is megjelent (Mit der Nacht vertraut).

## Szerkezeti jellemzői és mondandója
A regény keretes szerkezetű: egy összejövetelen egy fiatal rendőrtiszt meséli el Szunyoghy Dániel történetét úgy, ahogy magától Szunyoghytól hallotta. A detektív éppen Fiuméból tart haza vasúton, amikor az út során feltűnik neki és gyanússá válik a szemében a szintén a vonaton tartózkodó Szunyoghy. Egy körözött gyilkossal azonosítja, így beszélgetésbe elegyedik vele, pontosabban beszélteti, és izgatottan lesi minden szavát, hogy leleplezhesse. Az olvasót Gárdonyi csak az izgatott detektív gondolataiba avatja be, ő meséli el egyes szám első személyben a regény vázául szolgáló történetet, a kiegyensúlyozott és nyugodt Szunyoghy „csupán” beszél. Kettejük kontrasztja sajátos, szinte már detektívregényszerű feszültséget kölcsönöz a műnek.
A tartalmi vázat feltöltő írói kellékek Gárdonyira vallanak: műgonddal részletezett realista háttér, egyes szám első személyben elmondott, vallomásszerű lírai történet, átszőve nevelő szándékú bölcselkedésekkel. A mű némileg a túlzsúfoltság hatását kelti, Szunyoghy élete valóban pokoljárás. Két házassága történetét és fordulatos életét meséli el a detektívnek, szinte a kívülálló szenvtelenségével. Hitvallása („miatyánkja”) az élet körforgásán és változékonyságán alapul: „Új kapcsolatokat kell keresnünk az élettel, barátom. […] Találunk. Mindig találunk. Ha felhős is az ég valameddig, egyszer csak mégis megérkezik a nap megint, s meghozza a maga sugarait.” Az élettel összekötő kapcsolatainkat pedig az egészség és a másokkal összekötő szeretet határozza meg. Szunyoghy életigenlő, humanista meglátása szerint az egészséges és szeretetteli élet alapja a racionális életszemlélet, az, hogy az életben semmit nem szabad túl komolyan venni, csak azt, ami boldoggá tesz.